# Штеня
Штеня (рум. Ștenea) — село у повіті Сібіу в Румунії. Входить до складу комуни Шейка-Маре.
Село розташоване на відстані 224 км на північний захід від Бухареста, 22 км на північ від Сібіу, 101 км на південний схід від Клуж-Напоки, 112 км на захід від Брашова.

## Населення
За даними перепису населення 2002 року у селі проживали 186 осіб, усі — румуни. Усі жителі села рідною мовою назвали румунську.